# The Best of Aztec Camera
Publicado originalmente en 1999 en Japón y en 2001 en Estados Unidos. Incluye una canción del primer álbum en solitario de Roddy Frame, The North Star y ninguna del último álbum de la banda, Frestonia. 

## Canciones
1. Somewhere in My Heart (4:02)
  - Publicado originalmente en el álbum Love.
2. Oblivious (3:12)
  - Publicado originalmente en el álbum High Land, Hard Rain.
3. Good Morning Britain (4:02)
  - Publicado originalmente en el álbum Stray.
4. Working in a Goldmine (5:42)
  - Publicado originalmente en el álbum Love.
5. How Men Are (3:40)
  - Publicado originalmente en el álbum Love.
6. Birth of the True (2:42)
  - Publicado originalmente en el álbum Knife.
7. Pillar to Post (4:01)
  - Publicado originalmente en el álbum High Land, Hard Rain.
8. Walk Out to Winter (3:25)
  - Publicado originalmente en el álbum High Land, Hard Rain.
9. All I Need Is Everything (5:50)
  - Publicado originalmente en el álbum Knife.
10. Deep and Wide and Tall (4:05)
  - Publicado originalmente en el álbum Love.
11. Jump (2:50)
  - Publicado originalmente en UK como cara B de "All I Need Is Everything" de Knife y en USA en el EP Aztec Camera.
12. Killermont Street (3:18)
  - Publicado originalmente en el álbum Love.
13. The Crying Scene (3:35)
  - Publicado originalmente en el álbum Stray.
14. Spanish Horses (4:36)
  - Publicado originalmente en el álbum Dreamland.
15. Reason for Living (3:17)
  - Pulicado originalmente en el álbum de Roddy Frame en solitario The North Star.
16. We Could Send Letters (5:45)
  - Publicado originalmente en el álbum High Land, Hard Rain.

- Datos: Q5557754